# TV Mirante Balsas
TV Mirante Balsas é uma emissora de televisão brasileira sediada em Balsas, estado do Maranhão. Opera no canal 32 UHF digital e é afiliada à TV Globo. É uma das emissoras próprias da Rede Mirante e gera sua programação para a cidade de Balsas.

## História

### TV Rio Balsas (1979-2013)
A emissora foi inaugurada em 1979, tornando-se a primeira emissora de TV na cidade de Balsas e do sul do Maranhão. Afiliou-se a TV Difusora de São Luís do Maranhão, que por sua vez era afiliada à TV Globo.
Nos primeiros anos de inauguração, a emissora funcionava com pequeno transmissor e único VT para reprodução das fitas u-matic, principalmente de capítulos de novelas e edições do Jornal Nacional, que eram exibidas em Balsas uma semana depois, quando as fitas chegavam de São Luís transportadas de ônibus, sob responsabilidade da TV Difusora, que depois voltava para capital maranhense para fazer o mesmo trajeto e trazer a mesma programação.
Nessa mesma época da inauguração da emissora, a cidade começava receber novos moradores no final dos anos 70, vindos do Paraná, Santa Catarina e Rio Grande do Sul, onde futuramente a cidade virasse a "capital da soja". Em 2 de dezembro de 1980, pouco mais de um ano depois da primeira emissora ser levada ao ar, a cidade foi autorizada a ter primeira emissora de rádio da cidade, a Rádio Rio Balsas AM.
Em 1982, quando chegaram as primeiras antenas parabólicas na cidade, a emissora passou a utilizar novo equipamento, quando toda programação da TV Globo passou ser transmitida em via satélite, acabando assim as viagens de ônibus de São Luís até Balsas e vice-versa, inclusive deixou exibir programação da TV Difusora, para retransmitir somente a TV Globo.
Em 19 de junho de 1987, em publicação do Decreto nº 94.501, o antigo Ministério das Comunicações outorgou concessão da emissora para explorar o serviço de radiodifusão de sons e imagens na mesma cidade pelo prazo de 15 anos, que foi renovada em 19 de junho de 2002 para mais 15 anos (até 2017). O Decreto foi publicado pelo Diário Oficial da União (DOU) em 22 de junho do mesmo ano na Seção 1, Página 9617.

#### Inauguração da geradora (1989)
Em 1 de dezembro de 1989, a emissora foi novamente inaugurada, desta vez como geradora de TV na cidade e mantendo-se afiliada à Globo. Na época, a cidade se tornou conhecida a "capital da soja" (título que mantém até hoje).

No início dos anos 90, depois de atuar sozinha por mais de 10 anos na região, a cidade de Balsas ganhou novas concessões de estações de televisão, acabando com o monopólio da TV Rio Balsas no Sul do Maranhão.

Logotipo utilizado entre 2007 e 2013, quando a estação se chamava TV Rio Balsas.

Nos anos 90 e 2000, promovia anualmente três eventos de grande participação da população: Domingão da Mamãe (desde 1998, que conta com a participação de 4.000 mães com sorteios de brindes doados pelo comércio); Miss Copão, com desfile de garotas de Balsas e Copão Rio Balsas de Futebol (desde 2003), maior evento esportivo da região sul do estado que conta com participação de equipes dos bairros da cidade, 38 equipes participam do evento esportivo que dura em torno de três meses com competições realizadas aos domingos.
Em 2001, tornou-se a mais antiga afiliada da TV Globo no Maranhão, superando a antiga afiliada TV Difusora, que foi de 1968 à 1991 (22 anos). Durante os anos 2000, a emissora não exibia partidas de futebol da mesma forma que a Rede Mirante.
No dia 19 de março de 2013, o jornalista José Martin Varão anuncia que a TV Rio Balsas foi vendida ao Sistema Mirante de Comunicação, presidida pelo empresário Fernando Sarney, filho do político e senador José Sarney.
Segundo o jornalista José Varão, a emissora que pertencia ao ex-prefeito de Balsas, Francisco Coelho, mais conhecido como Chico Coelho, fez administração desastrosa de 2005 a 2013 (o que culminou a volta da Família Rocha no comando municipal depois de 12 anos, com Luiz Rocha Filho, filho do falecido Luiz Rocha), acumulando dívidas no município e da Família Coelho. O jornalista afirmou que a venda coincidiu com o ultimato da TV Globo dado ao empresário, para que a emissora se adequasse ao sistema de transmissão digital, que venceria no final do mês de março.
Como os equipamentos são caros e Chico Coelho não tinha capital para investir nessa compra, a TV Rio Balsas perderia a afiliação da Globo no final de março. Segundo Varão, para não perder o sinal da TV Globo, que seria entregue para adversários políticos (que já estavam interessados), principalmente à Família Rocha (que tem duas concessões de TVs na cidade), preferiu vender a concessão ao Sistema Mirante de Fernando Sarney, que segundo o jornalista, foi de R$ 8 milhões de reais. Umas das primeiras providências de Fernando Sarney foi que a emissora transmitisse todos programas da TV Mirante de São Luís, exceto o telejornal noturno.

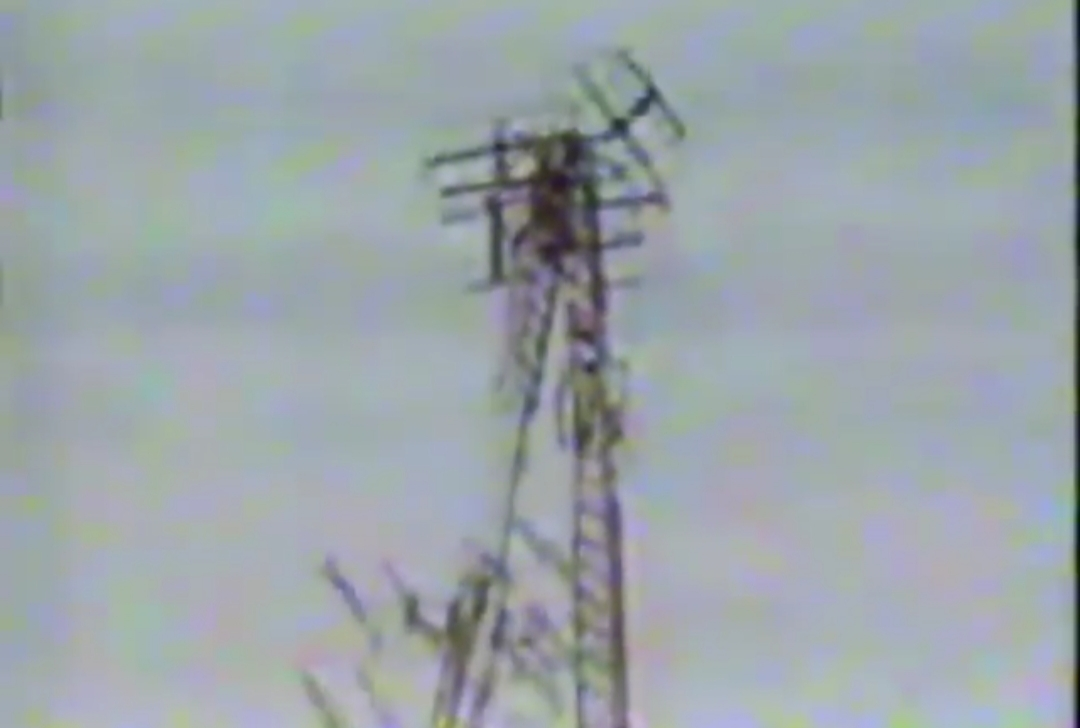
A situação da torre da emissora em 4 de abril de 2013.

No final da tarde do dia 3 de abril, às 17 horas e 9 minutos, durante fortes chuvas na cidade, a torre da emissora partiu quase no meio, mas não caiu e ficou pendurada, quase a derrubar torre. Em consequência, o sinal saiu do ar de imediato. No dia 4 de abril, técnicos foram deslocados na cidade pra recolocar a emissora no ar. No dia 8 de abril as 9 horas e 16 minutos, a emissora voltou ao ar, durante o Mais Você.

### TV Mirante Balsas (2013-presente)
No dia 2 de setembro de 2013, dia de segunda-feira, a emissora passou ter novas vinhetas e programas locais, com a substituição dos programas RB Notícia, RBTV 1ª Edição e RBTV 2ª Edição por Mirante Notícia, JMTV 1ª Edição e JMTV 2ª Edição, que foram exibidas no final de agosto. A emissora passou a gerar somente o JMTV 2ª Edição local, mas teve a cobertura ampliada para 15 municípios do sul do Maranhão.
Com a nova propriedade, a emissora passou ter participação diária nos telejornais da rede (Bom Dia Mirante e JMTV 1ª Edição) e duas edições do Mirante Notícia. A equipe de jornalismo passou ser composta pelas repórteres Alzira Coelho e Suzane Oliveira, além dos repórteres-cinematográficos Marcus Vinícius e Clésio Rocha. Eles serão coordenados pelo também repórter Gil Santos (ex-TV Mirante de Imperatriz).
Em setembro de 2015, com o reordenamento da área de cobertura da Rede Mirante, as retransmissoras que retransmitiam o sinal da emissora passaram a transmitir o sinal da TV Mirante Imperatriz, e a TV Mirante Balsas teve a cobertura novamente reduzida ao município de Balsas.
Em 10 de novembro de 2017, devido a medidas de contenção de gastos do Grupo Mirante, a emissora encerrou a produção dos programas JMTV 2ª edição e Mirante Notícia, passou a repetir integralmente a programação produzida em São Luís até 31 de janeiro de 2022. No dia seguinte 1 de fevereiro o Grupo Mirante realizou a integração da cobertura jornalística no sul do estado regionalizando o conteúdo. Com isso, a emissora de Balsas passou a ser coberta pelos telejornais da emissora de Imperatriz nos horários do almoço e da noite. Os comerciais locais seguem sendo veiculados normalmente.
Em 30 de junho de 2025, com o desligamento do canal 6 VHF em meio à transição do analógico para o digital e a não regularização do canal 31 UHF digital, no qual vinha operando desde 2016, a TV Mirante Balsas encerrou suas atividades como geradora de televisão após 35 anos. Para continuar suas atividades, a emissora tornou-se uma repetidora através da concessão da TV Mirante Imperatriz, no canal 32.1. Por estar instalada em um município da Amazônia Legal, a emissora seguiu gerando comerciais locais.

## Programas
Além de retransmitir a programação nacional da TV Globo, estadual da Rede Mirante e regional da emissora de Imperatriz, a TV Mirante Balsas insere comerciais locais. Diversos programas locais fizeram parte da grade da emissora, e foram descontinuados:
- JMTV 2ª Edição
- Plantão TV Rio Balsas (esporádico)
- RB Notícia
- RBTV 1ª Edição
- RBTV 2ª Edição

## Sinal digital
| Canal virtual | Canal digital | Resolução de tela | Programação                                        |
| ------------- | ------------- | ----------------- | -------------------------------------------------- |
| 32.1          | 32 UHF        | 1080i             | Programação principal da TV Mirante Balsas / Globo |

A emissora iniciou suas transmissões digitais em 11 de julho de 2016, através do canal 31 UHF.
Transição para o sinal digital

Com base no decreto federal de transição das emissoras de TV brasileiras do sinal analógico para o digital, a TV Mirante Balsas, bem como as outras emissoras de Balsas, encerrou suas transmissões pelo canal 06 VHF em 30 de junho de 2025, seguindo o cronograma oficial da ANATEL.